# Селянка (приток Миасса)
Селя́нка (Селя́нкина) — река в России, на Южном Урале, протекает в Миасском городском округе Челябинской области. Устье реки находится в 560 км по правому берегу реки Миасс. Длина реки составляет 10 км. Река протекает через село Селянкино, в 300 м ниже устья расположено село Новотагилка.

## Данные водного реестра
По данным государственного водного реестра России относится к Иртышскому бассейновому округу, водохозяйственный участок реки — Миасс от истока до Аргазинского гидроузла, речной подбассейн реки — Тобол. Речной бассейн реки — Иртыш.
Код объекта в государственном водном реестре — 14010500812111200003541.